# لوسیفر (رمزنگاری)
در رمزنگاری، از قدیمیترین رمزهای بلوکی غیرنظامی لوسیفر نام گرفت، که توسط Horst Feistel و همکاران خود آن را در آی بی ام توسعه داد. لوسیفر به‌طور مستقیم مقدمه و سرآغازی برای استاندارد رمزگذاری داده‌ها بود. یک نسخه، معادل آن به نام DTD-1 برای استفاده تجاری در ۱۹۷۰ در بانکداری الکترونیکی بود.

## نمای کلی
یک نوع شرح داده شده (ثبت اختراعات ایالات متحده ۳،۷۹۸،۳۵۹، ژوئن سال ۱۹۷۱) از یک کلید ۴۸ بیتی استفاده می‌کند و عملیات در بلوک‌های ۴۸ بیتی است. رمزنگاری از نوع شبکه جانشینی-جایگشت است و از S-جعبه ۴-بیتی استفاده می‌کند. S-جعبه برای انتخاب کلید استفاده می‌شود. ثبت اختراع به شرح اجرا عملیات رمزنگاری ۲۴ بیت در یک زمان، و همچنین نسخه‌های متوالی بر ۸-بیت در یک زمان است. نوعی دیگر، شرح داده شده در (ایالات متحده ثبت اختراع ۳،۷۹۶،۸۳۰ نوامبر سال ۱۹۷۱)، با استفاده از کلید ۶۴ بیتی در بلوک‌های 32-bit، با استفاده از یک علاوه بر مد ۴ و 4 S-جعبه. در ۴ بیت در هر چرخش ساعت طراحی شده‌است. این امر ممکن است یکی از کوچکترین بلوک رمزنگاری پیاده‌سازی شناخته شده باشد. یک نوع قوی تر، شرح داده شده در (Feistel، 1973)، با استفاده از یک کلید ۱۲۸-بیت و در بلوک ۱۲۸-بیت عمل می‌کند. رمزنگاری شبکه جانشینی-جایگشت است و با استفاده از ۴-بیت S-جعبه عمل می‌کند. S-جعبه برای انتخاب کلید استفاده می‌شود. لوسیفر بعد از ۱۶ دور شبکه Feistel شد، همچنین بر روی بلوک‌ها و بیت کلیدهای ۱۲۸-۱۲۸-بیت، شرح داده شده در (Sorkin، 1984). این نسخه را به دلیل حملات دیفرانسیل حساس نشان داده شد، حدود نیمی از کلیدهای رمزنگاری را می‌توان با ۲۳۶ متن رمز نشده و ۲۳۶ پیچیدگی زمانی شکست (Aroya و Biham، 1996). آی بی ام نسخه شبکه Feistel از لوسیفر به عنوان نامزد برای استاندارد رمزگذاری داده‌ها (در مقایسه با روند اخیر AES) قرار داد. بعد از آنکه آژانس امنیت ملی اندازه کلید رمزنگاری را تا ۵۶ بیت کاهش داد تبدیل به DES شد، اندازه بلوک به ۶۴ بیت کاهش پیدا کرد، رمز در برابر تحلیل دیفرانسیل مقاوم ساخته شد، که در آن زمان تنها در انحصار آی بی ام و NSA بود. نام "لوسیفر" ظاهراً جناس بر روی "شیطان" است.